# AppJar
appJar es una biblioteca Python de código abierto multiplataforma para el desarrollo de GUIs (interfaces gráficas de usuario). Puede ejecutarse en Linux, OS X y Windows. Fue concebido, y continúa desarrollándose con un uso educativo como centro de atención, por lo que va acompañado de una documentación exhaustiva, así como de lecciones fáciles de seguir.

## Licencia
appJar está licenciado bajo la licencia GNU General Public License v3.0, aprobada por la Free Software Foundation.

## Historia
appJar se concibió originalmente como un simple envoltorio alrededor de tkinter, para permitir a los alumnos de secundaria desarrollar interfaces gráficas de usuario sencillas en Python. El objetivo era ocultar la complejidad, para que los alumnos pudieran centrarse en algoritmos de escritura, sin tener que preocuparse de cómo posicionar los widgets y vincularlos a las funciones. Comenzó en el invierno de 2014, como un simple proyecto interno, pero pronto comenzó a crecer. Se publicó en GitHub el 31 de julio de 2015, y se agregó por primera vez al repositorio de PyPi el 20 de diciembre de 2016.

## Ejemplo
Este es un simple ejemplo en appJar con el mítico "Hola, Mundo":
```
#!/usr/bin/env python

from
 
appJar
 
import
 
gui

app
 
=
 
gui
(
"Hola, Mundo"
)

app
.
addLabel
(
"l1"
,
 
"Es tu hombre principal, Richard, para enseñar trucos y consejos rápidos de codificación.!"
)

app
.
go
()

```